# Малышев, Валерий Викторович
Валерий Викторович Малышев (29 марта 1940, Новосибирск — 23 мая 2006, там же) — советский русский поэт.

## Биография
В 1965 году окончил Новосибирский инженерно-строительный институт (НИСИ) по специальности инженер-строитель. Трудился на стройках СССР в самых разных уголках страны, от Владивостока до Приозерска.
Всю жизнь прожил в Новосибирске.В Союз писателей СССР был рекомендован Арсением Тарковским и Р. Рождественским. Отец двоих детей: Антон (р. 1970) проживает в новосибирском Академгородке, Анастасия (р. 1980) США, шт. Флорида. В разное время о творчестве Малышева благоприятно отозвались Арсений Тарковский, Андрей Преловский, Станислав Куняев, Роберт Рождественский, Николай Шипилов и др. В 2003 году В. Малышеву было присвоено звание «Заслуженный деятель искусств».
Решительно обозначил свою гражданскую позицию в 2000 году, когда прибыл на Северный Кавказ в расположение 74-й бригады знаменитой 94-й дивизии, бравшей в 1945-м Берлин и Рейхстаг, поддержать моральный дух бойцов. Вот строки из книги «Рассечка»:

«Нас предали!..» И русские полки

Стекают с гор, зализывая раны?..

«В стране бардак — штафирки да жуки!»

И Скобелевым бредят ветераны
Последние годы жизни искренне пришел к православию. Обращался в стихах к духовной теме и раньше. Скончался в Новосибирске в 2006 году на 67-м году жизни. Похоронен на кладбище «Южное» новосибирского Академгородка.

## Сочинения
Автор трёх стихотворных сборников:
- «И значит — жить!» Стихи. — М.: Молодая гвардия. (1987);
- «Срывающийся крик». — Стихи. — Новосибирск. (1989);
- «Рассечка». — Стихи. — «Мангазея», Новосибирск. (2001).

публикации в сборниках и журналах: Сборник молодых поэтов (1967), «Сибирские огни», «Наш современник», «Юность», «Огонек»,
публикации в газетах: «Советская Сибирь», «Молодость Сибири», «Вечерний Новосибирск» и др.